# دریس (کازرون)
دریس (کازرون)، روستایی از توابع بخش مرکزی شهرستان کازرون در استان فارس ایران است.

## جمعیت
این روستا در دهستان دریس قرار دارد و بر اساس سرشماری مرکز آمار ایران در سال ۱۳۹۵، جمعیت آن ۱٬۸۹۲ نفر (۵۳۴ خانوار) بوده‌است.